# Won Woo-young

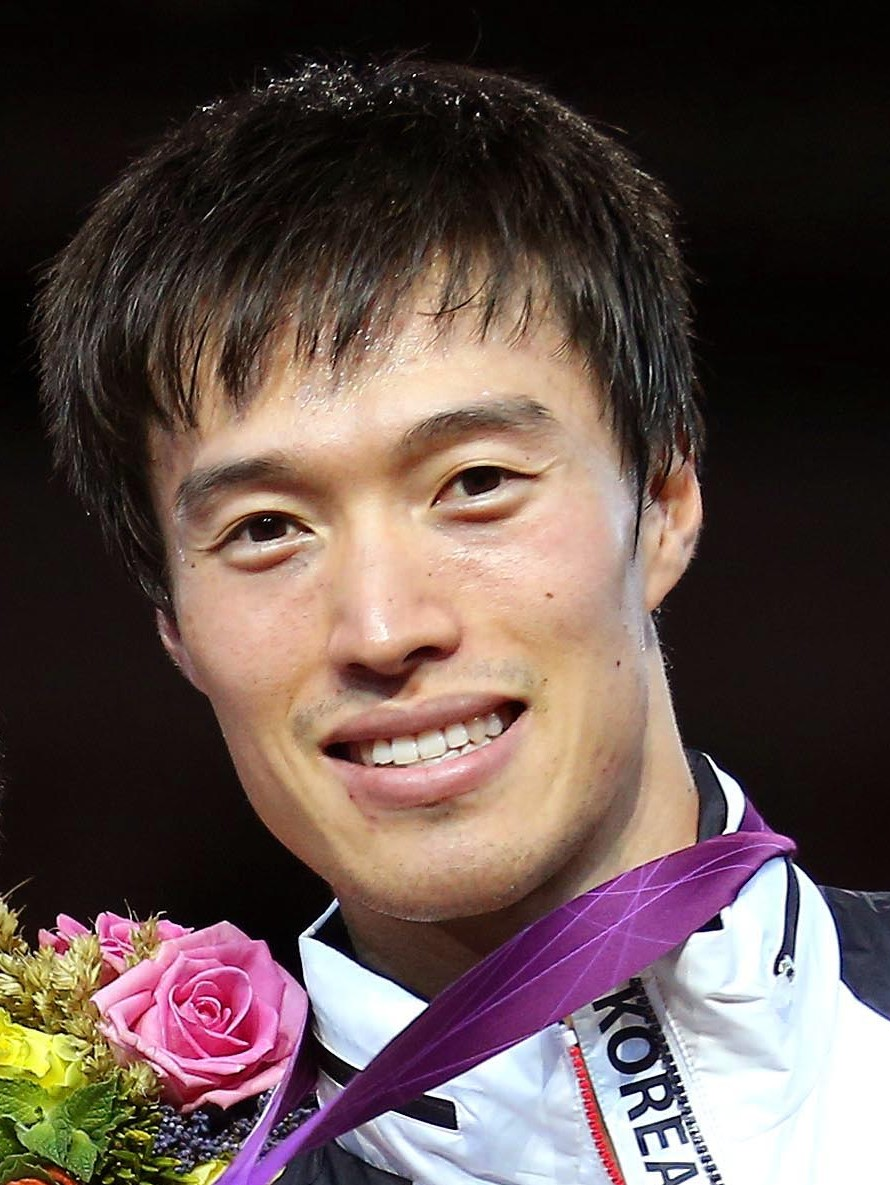
Won Woo-young (2012)

Won Woo-young (* 3. Februar 1982 in Seoul) ist ein südkoreanischer Säbelfechter, Olympiasieger und Weltmeister.

## Erfolge
Im Jahr 2006 gewann Won Woo-young bei den Weltmeisterschaften in Turin Bronze im Säbel-Einzel.
2010 wurde er in Paris Einzelweltmeister,
2011 in Seoul Asienmeister im Einzel und auch mit der Mannschaft.
Bei den Olympischen Spielen 2012 in London erhielt Won Woo-young Gold mit der Mannschaft, im Einzel belegte er den zwölften Platz. Bei der Asienmeisterschaft in Wakayama erfocht er Silber im Einzel.